# 후안 카를로스 알바레스
후안 카를로스 알바레스(Juan Carlos Álvarez)는 스페인의 전 축구 선수로, 과거 미드필더로 활약했다.